# Megophtalmidia takagii
Megophtalmidia takagii är en tvåvingeart som beskrevs av Mitsuhiro Sasakawa 1964. Megophtalmidia takagii ingår i släktet Megophtalmidia och familjen svampmyggor. Inga underarter finns listade i Catalogue of Life.